# Far Cry 3: Blood Dragon
Far Cry 3: Blood Dragon là một game bắn súng góc nhìn thứ nhất năm 2013 được phát triển bởi Ubisoft Montreal và được phát hành bởi Ubisoft. Đây là bản mở rộng độc lập cho tựa game năm 2012 Far Cry 3 và phần thứ tám trong dòng game Far Cry. Trò chơi được phát hành cho PlayStation 3, Microsoft Windows và Xbox 360 vào năm 2013.
Blood Dragon, một tác phẩm nhại lại dòng phim hành động, phim hoạt hình và trò chơi điện tử trong thập niên 1980, lấy bối cảnh trên một hòn đảo thế giới mở đậm chất viễn tưởng hoài cổ đưa người chơi hóa thân vào vai cyborg quân sự Trung sĩ Rex "Power" Colt. Trò chơi nhận được đánh giá tích cực khi phát hành.

## Lối chơi
Blood Dragon là bản mở rộng độc lập của Far Cry 3, có nghĩa là người chơi không cần bản gốc để chơi. Lối chơi, dù giống với Far Cry 3, đều dùng cùng một engine và cơ chế chung, được sắp xếp hợp lý nhằm cung cấp trải nghiệm tuyến tính hơn. Cây kỹ năng, thay vì một đường dẫn đã phân thành ba "con đường của động vật", được thay thế bằng một hệ thống phân cấp đơn giản hơn, tự động mở ra các lợi ích. Phần chế đồ thủ công được loại bỏ hoàn toàn.
Lối chơi là thế giới mở, thuộc thể loại bắn súng góc nhìn thứ nhất, với cùng phương tiện khí tài từ Far Cry 3. Người chơi sẽ thấy mình sử dụng chất nổ mạnh, súng được tân trang hạng nặng và một con dao lớn để hạ gục đối phương xuyên qua các nhiệm vụ chính. Nhiệm vụ phụ liên quan đến giải phóng các đồn bốt, giết chết động vật quý hiếm và giải cứu con tin. Hành động lén lút được thưởng thêm Điểm Cyber, tương đương với Điểm Kinh nghiệm. Game cũng bao gồm rất nhiều đồ sưu tầm ẩn, khi được tìm thấy, mở khóa những phần thưởng hữu ích để hỗ trợ người chơi thuận lợi hơn.

## Cốt truyện
Far Cry 3: Blood Dragon lấy bối cảnh thế giới phản địa đàng phiên bản năm 2007, nơi thế giới đang hứng chịu hậu quả của một cuộc chiến tranh hạt nhân. Ubisoft mô tả trò chơi là "tầm nhìn của VHS về tương lai thập niên 80" nơi mà người chơi buộc phải "cua gái, giết kẻ xấu và cứu thế giới."
Người chơi vào vai một siêu chiến binh cyber người Mỹ tên là Trung sĩ Rex "Power" Colt (Michael Biehn). Anh và một người lính cyber người Mỹ khác tên là T.T. "Spider" Brown (Phil LaMarr) đi đến một hòn đảo không tên để điều tra Đại tá Sloan (Danny Blanco Hall), một đặc vụ ưu tú đã biến mất tăm hơi. Khi đối mặt với Sloan, hắn ta mới tiết lộ sự phản bội của mình, giết chết Spider và hạ gục Rex.
Rex bị đánh thức bởi trợ lý người Canada của Sloan, Tiến sĩ Elizabeth Darling (Grey DeLisle), người, đã vỡ mộng với mục tiêu của mình, phản bội anh ta. Rex hợp tác với Tiến sĩ Darling để lật đổ kế hoạch của Sloan nhằm đưa thế giới trở lại trạng thái giống như thời tiền sử bằng tên lửa của mình, được trang bị máu của "những con rồng máu" đi lang thang trên đảo. Sau khi giải phóng các căn cứ, cứu các nhà khoa học và giết chết động vật, Rex chiến đấu với trợ lý của Sloan là Tiến sĩ Carlyle (Robin Atkin Downes), kẻ đã sử dụng máu của những con rồng máu để biến con người thành những sinh vật giống như zombie được gọi là "xác sống". Sau khi Rex giao chiến đấu với đám lính cyber và những con rồng máu của Tiến sĩ Carlyle, Tiến sĩ Carlyle lại bị giết bởi chính AI của mình, do bị ngược đãi và hành động để trả thù chủ cũ.
Rex bỗng dưng bước vào một chiều song song, giao chiến với những đạo quân xác sống của Đại tá Sloan. Sau khi đánh bại họ và "kiểm tra sức mạnh của mình", Rex có được Killstar, một khẩu súng laser gắn trên tay mang lại cho Rex sức mạnh cần thiết hòng đánh bại Sloan, với cái giá là sinh khí của chính anh ta. Sau khi dựng phim huấn luyện, Rex và Tiến sĩ Darling có quan hệ tình dục, đỉnh điểm là vụ bắt cóc Darling vào sáng hôm sau. Rex bèn thực hiện một cuộc tấn công vào căn cứ của Sloan với sự hỗ trợ của Killstar và trang bị mới mang tên Battle Armored Dragon Assault Strike System (B.A.D.A.S.S.).
Rex đối mặt với Sloan, kẻ đã lập trình Rex, ngăn Rex tấn công anh ta. Tuy nhiên, ký ức của Tiến sĩ Darling và Spider nhắc nhở Rex về con người của anh ta mặc dù bản chất cyber của anh ta. Với sức mạnh mới, Rex áp sát Sloan bằng bàn tay robot của mình và bắn Killstar, giết Sloan. Tiến sĩ Darling xuất hiện ngay sau đó, thông báo cho Rex về thành công của mình trong việc ngăn chặn kế hoạch của Sloan, sau đó tiến hành phá hủy căn cứ. Họ ôm nhau trong khi chứng kiến sự hủy diệt khu căn cứ cuối cùng, chỉ để Darling nhìn lại phía sau với đôi mắt màu tím và ánh mắt nham hiểm.

## Phát triển và phát hành
Vào tháng 3 năm 2013, Far Cry 3: Blood Dragon đã được tìm thấy đăng trên một trang xếp hạng của Brazil. Biên kịch chính Jeffrey Yohalem nói: "Tôi đang làm việc với một thứ gì đó sẽ gây ngạc nhiên, tôi nghĩ, khi nó được công bố. Nhưng nó chắc chắn là một 'cuộc đình công trong khi độ nóng hổi của sắt, và chúng ta sẽ thấy." Nhiều bằng chứng đã được nhìn thấy vào ngày 27 tháng 3 năm 2013, khi thành tích Xbox Live được tìm thấy cho trò chơi. Việc họ có tổng cộng 400G cho rằng tựa game này sẽ độc lập trên Xbox Live Arcade, vì đây là con số tiêu chuẩn. Vào ngày 1 tháng 4 năm 2013, Ubisoft đã phát hành một video và trang web teaser cho Far Cry 3: Blood Dragon, khiến nhiều người tin rằng đó là một trò đùa ngày Cá tháng Tư. Những nghi ngờ rằng trò chơi này là có thật đã được xác nhận thêm khi nhóm nhạc retro electronica Power Glove đã tải nhạc từ soundtrack lên trang web lưu trữ nhạc SoundCloud, và những tấm ảnh chụp màn hình trong game đã bị rò rỉ.
Trò chơi đã bị rò rỉ vào ngày 7 tháng 4 năm 2013, do khai thác trong dịch vụ phân phối kỹ thuật số của Ubisoft, Uplay. Điều này dẫn đến dịch vụ bị đóng cửa cho đến khi việc khai thác được khắc phục. Vào ngày 8 tháng 4 năm 2013, trò chơi đã được đăng tải trên Xbox Live Marketplace với ngày phát hành là 1 tháng 5. Vài ngày sau, Ubisoft chính thức xác nhận phát hành trò chơi bằng một đoạn trailer mới, xác nhận rằng trò chơi sẽ được phát hành trên Xbox Live Arcade, PlayStation Network và Microsoft Windows vào ngày 1 tháng 5. Đoạn trailer được làm theo phong cách thập niên 1980, bao gồm tất cả các khía cạnh trong phần lồng tiếng kém và sự không hoàn hảo được thiết kế để làm cho video trông giống như một băng VHS. Một video live-action có tên Blood Dragon: The Cyber War được phát hành vào ngày 16 tháng 4 năm 2013. Nó được sản xuất bởi Corridor Digital và giới thiệu "Apocalypse's Apocalypse", với các cyborg là mối đe dọa đối với thế giới. Vào ngày 1 tháng 7 năm 2014, một bản sao vật lý của trò chơi đã được phát hành để cho Redbox thuê. Hình bìa nghệ thuật cho trò chơi được thiết kế bởi James White, người trước đây đã tạo ra tác phẩm nghệ thuật cho bộ phim Drive.
Trò chơi được phát hành vào ngày 30 tháng 4 năm 2013, cho PlayStation 3 thông qua PlayStation Network, vào ngày 1 tháng 5 năm 2013, cho Microsoft Windows và cho Xbox 360 thông qua Xbox Live Arcade. Các phiên bản Windows và Xbox 360 của trò chơi đã có sẵn miễn phí trong chương trình Kỷ niệm 30 năm Sinh nhật của Ubisoft và chương trình Game Vàng của Microsoft, tương ứng vào tháng 11 năm 2016. Phiên bản PlayStation 3 của trò chơi cũng có sẵn miễn phí như một phần của PS Plus với các trò chơi hàng tháng cung cấp vào tháng 11 năm 2016.

## Soundtrack
Bộ đôi nhạc synthwave người Úc Power Glove đã sáng tác bản soundtrack của game. Bốn bản nhạc đã được cung cấp để phát trực tuyến trên trang chia sẻ nhạc SoundCloud. Soundtrack được phát hành kỹ thuật số vào ngày 1 tháng 5 năm 2013. "Long Tall Sally" của Little Richard được giới thiệu trong phần đầu của trò chơi, liên quan đến bộ phim Predator. "Hold On to the Vision" của Kevin Chalfant (bài hát chủ đề ban đầu của No Retreat, No Surrender) được phát trước cảnh chiến đấu cuối cùng. "War" từ soundtrack của Rocky IV được phát trong đoạn cuối của trò chơi. "Friends" của Dragon Sound (lúc đầu lấy từ trong bộ phim Miami Connection) được phát trong đoạn giới thiệu ê kíp sản xuất. Một bản nhạc khác của Power Glove có mặt trong nhiệm vụ "Summon the Plague", "Hunters" được sử dụng trong suốt nhiệm vụ này nhưng ban đầu được lấy từ bộ phim Hobo with a Shotgun.
| Far Cry 3: Blood Dragon (Original Game Soundtrack) | Far Cry 3: Blood Dragon (Original Game Soundtrack) | Far Cry 3: Blood Dragon (Original Game Soundtrack) |
| STT                                                | Nhan đề                                            | Thời lượng                                         |
| -------------------------------------------------- | -------------------------------------------------- | -------------------------------------------------- |
| 1.                                                 | "Rex Colt"                                         | 1:47                                               |
| 2.                                                 | "Blood Dragon Theme"                               | 3:04                                               |
| 3.                                                 | "Helo-73"                                          | 1:16                                               |
| 4.                                                 | "Warzone"                                          | 2:36                                               |
| 5.                                                 | "Moment of Calm"                                   | 3:33                                               |
| 6.                                                 | "Dr Elizabeth Darling"                             | 2:49                                               |
| 7.                                                 | "Power Core"                                       | 2:06                                               |
| 8.                                                 | "Protektor"                                        | 1:03                                               |
| 9.                                                 | "Sloan"                                            | 3:19                                               |
| 10.                                                | "Sloan's Assault"                                  | 3:30                                               |
| 11.                                                | "Blood Scope"                                      | 0:59                                               |
| 12.                                                | "Combat I"                                         | 1:23                                               |
| 13.                                                | "Combat II"                                        | 1:29                                               |
| 14.                                                | "Combat III"                                       | 1:40                                               |
| 15.                                                | "Katana"                                           | 2:25                                               |
| 16.                                                | "Omega Force"                                      | 3:43                                               |
| 17.                                                | "Nest"                                             | 3:14                                               |
| 18.                                                | "Rex's Escape"                                     | 1:58                                               |
| 19.                                                | "Love Theme"                                       | 3:19                                               |
| 20.                                                | "Sleeping Dragon"                                  | 2:59                                               |
| 21.                                                | "Warcry"                                           | 2:23                                               |
| 22.                                                | "Cyber Commando"                                   | 2:11                                               |
| 23.                                                | "Death of a Cyborg"                                | 2:19                                               |
| 24.                                                | "Resurrection"                                     | 3:37                                               |
| 25.                                                | "Blood Dragon Theme (Reprise)"                     | 2:51                                               |

## Đón nhận
Far Cry 3: Blood Dragon nhận được những đánh giá "nói chung là thuận lợi", theo trang web tổng hợp kết quả đánh giá Metacritic.
Far Cry 3: Blood Dragon được đề cử cho một số giải thưởng bao gồm Giải Inside Gaming cho Nghệ thuật Xuất sắc nhất, Giải D.I.C.E. dành cho Game Tải về của Năm, và Giải National Academy of Video Game Trade Reviewers dành cho Điều phối Ánh sáng Gốc, Nhượng quyền thương mại và Sáng tác theo kiểu Hài kịch. Nó đã giành giải thưởng VGX dành cho DLC Hay nhất.

Tại Gamescom năm 2013, có thông báo rằng trò chơi đã bán được hơn 1 triệu bản và CEO Yves Guillemot của Ubisoft tuyên bố rằng các bản sao vật lý của trò chơi có thể có sẵn tại một số điểm. Trò chơi là tựa game tải về nhanh nhất trong lịch sử Ubisoft.

## Phim hoạt hình
Có thông báo rằng Ubisoft đang hợp tác với Adi Shankar để phát triển phim hoạt hình dài tập có tựa đề "Captain Laserhawk: A Blood Dragon Vibe".